# Petreto
Petreto è una frazione del comune di Castiglion Fiorentino, in provincia di Arezzo. Si trova nella parte orientale della Val di Chio, su una lieve collina che domina la vallata.

## La località
Sorta su un luogo che un tempo fu una pietraia, la villa viene citata nel 1239 e riconosciuta appartenente alla comunità di Castiglioni; la chiesa, dedicata a Sant'Andrea Apostolo compare nelle decime del 1274 come sottoposta alla Pieve di Chio. Nel 1427 le ville di Petreto e Fontanella avevano una popolazione stimata in tredici fuochi. Nella prima metà del XVI secolo villa e chiesa erano sotto il patronato della nobile famiglia dei Salvi. Nel 1783, una volta soppresso il comune della Montanina, a cui San Bartolomeo alle Fontanelle apparteneva, le due parrocchie furono unificate. Dal 1783 al 1837 fu rettore di chiesa don Pietro Aretini. Egli, nel 1799, quando le truppe giacobine occuparono tutta la Toscana, non esitò ad indossare la divisa da capitano delle truppe locali prendendo parte all'insurrezione del Viva Maria. Nel 1833 abitavano a Petreto 54 persone, scesi a 45 nel 1951 e a 12 nel 1991.

## La chiesa di Sant'Andrea a Petreto

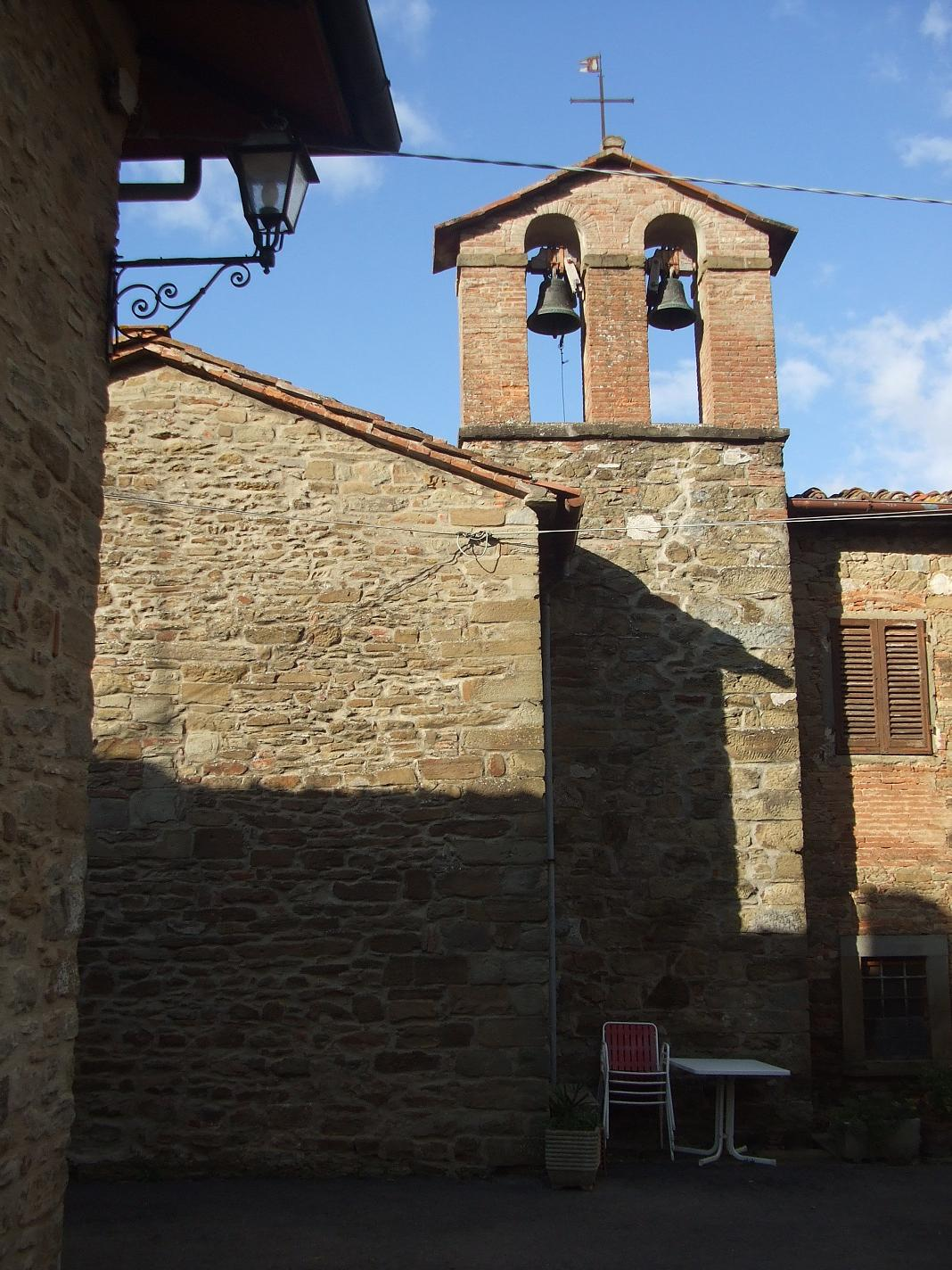
La chiesa di Sant'Andrea a Petreto

L'edificio sacro è collocato al centro del paese ed è un'umile chiesetta ad una sola navata. L'esterno è realizzato con pietre squadrate, finemente lavorate ed allineate. Sopra l'ingresso vi è una finestra quadrata che nel 1823 sostituì l'antica e caratteristica apertura ad occhio.
L'interno è un'unica aula nel mezzo della quale un'arcata separa il presbiterio dal resto. In fondo vi è l'altare maggiore e, sui due lati vicino ad esso, due tele; quella di sinistra raffigura l'Assunzione, mentre a destra vi è un'antica tela, scura e malridotta, proveniente dalla chiesa di San Bartolomeo alle Fontanelle, dove è dipinta la Madonna del Carmelo con in braccio il Bambinello e ai lati Sant'Anna e San Bartolomeo. Due altari laterali. A sinistra si conserva un'urna contenente il corpo di San Clemenziano. Di questo santo non si sa nulla, se pur esiste un elogio al Martire del sacerdote Giuseppe Bravi eseguito a Petreto il 20 luglio 1851. Poche pagine in cui si legge un dotto elogio delle virtù e della fede cristiana, che così termina: " Clemenza e Fortezza fondamenti della Religione e di civil Società, per noi difese e rafforzate sull'orme di Clemenziano, frutteranno copiosamente nel duplice rapporto, ispiratori a tanto bene un Nome, e una Palma". Le reliquie furono rinvenute nelle catacombe romane, per cui si tratta di un corpo santo. Tutti gli anni gli abitanti del borgo organizzano l'ultima domenica di giugno una festa dedicata al martire Clemenziano. L'altare a destra è dedicato alla Madonna e vi conservato anche busto di Gesù incoronato di spine, appartenuto alla chiesa di San Bartolomeo alle Fontanelle.
Sabato 31 agosto 2013, è stata completata una ristrutturazione alla pavimentazione presente fra le scale e l'ingresso della chiesa, per l'occasione gli abitanti hanno deciso di fare una cena invitando anche persone che non hanno contribuito al lavoro.

## La tonacella
Anni fa a  Petreto è stata "riscoperta" in seguito all'interesse legato alla tonacella, un paramento sacro decorato i cui disegni preparatori sono attribuiti alla scuola del Beato Angelico. Per tonacella o dalmatica minore si intende la veste che i suddiaconi indossavano in momenti della Liturgia detti in terza visto che in essi affiancava due sacerdoti o un sacerdote ed un diacono. Alla fine del XIX secolo vennero portate in Val di Chio, forse per acquisto o donazione, due tonacelle realizzate a Firenze alcuni secoli prima. Esse erano costituite da un manto in velluto rosso, sul quale venivano sovrapposte delle bande figurate dette lampassi. Realizzati in seta pregiata lavorando al telaio fili di seta colorata, d'oro e d'argento, su di essi venivano disegnati soggetti a tema religioso ispirandosi alle scuole di quel periodo (Antonio e Piero del Pollaiolo), Verrocchio, Botticelli, Beato Angelico, ecc.). Delle due tonacelle portate a suo tempo a Petreto, da qualche decennio ne è conservata solo una, oggi al Museo della Pieve di San Giuliano.
Nella tonacella conservata il velluto base è arricchito da sei lampassi in cui è raffigurata l'Adorazione di Gesù. Nella scena quattro angeli in piedi sorreggono le aste di un baldacchino coprendo Maria che, in ginocchio e a mani giunte, adora il suo Figlio deposto in una culla splendente. Squarci di celeste illuminano il baldacchino, le vesti e i piedi degli angeli, l'aureola di Gesù e la tunica di sua Madre.

## Villa Paglicci-Brozzi e Congrega dei fustigati
A Petreto vi è anche la villa della famiglia Paglicci-Brozzi, da poco ristrutturata, che contiene un antico oratorio risalente al XV secolo e dato in concessione al conte Achille Paglicci dal 1770 in poi. Egli si impegnava nei confronti dell'Ospedale di Firenze, allora proprietario dell'oratorio, a concederne l'uso alla Congrega dei Fustigati ogni qual volta glielo chiedessero. Detta compagnia utilizzò l'oratorio fino al 1972, quando venne soppressa. L'oratorio è un'aula rettangolare, alta quanto i due piani della villa. Il presbiterio, rialzato di tre gradini, porta l'unico altare in muratura intonacata. Sulla mensa di pietra è posto un elaborato tabernacolo in legno dorato sormontato da una corona e un crocifisso. Il fronte è una grande scultura di legno intagliato dipinto di blu e in parte dorato, alta oltre 4 metri. Due colonne attorcigliate sul proprio asse reggono una ricca trabeazione, la quale è sormontata da un timpano triangolare incompleto. Al suo centro vi è un'edicola in cui è scritto il monogramma di Gesù. Al di sotto, all'interno di una doppia cornice, è collocata una piccola tela in cui la Vergine Maria adora il suo Bambino.